# Carlos Moedas
Carlos Moedas, född 10 augusti 1970 i Beja, är en portugisisk politiker. Han är sedan 1 november 2014 EU-kommissionär med ansvar för forskning, vetenskap och innovation i kommissionen Juncker.
Moedas representerar det liberalkonservativa partiet socialdemokratiska partiet och blev 2011 invald i parlamentet för Bejas valkrets. Samma år utnämndes han till statssekreterare hos premiärminister Pedro Passos Coelho med uppgift att förhandla med Europeiska kommissionen, Europeiska centralbanken och Internationella valutafonden om lån till Portugal i spåren av Eurokrisen. 
Moeda utbildade sig till civilingenjör vid Instituto Superior Técnico vid Lissabons universitet 1993. År 2000 blev han Master of Business Administration i ekonomi från Harvard University. Han har även tjänstgjort som bankman på Goldman Sachs och Eurohypo.